# David Souter
David Hackett Souter (Melrose (Massachusetts), 17 september 1939 – Hopkinton (New Hampshire), 8 mei 2025) was een Amerikaans jurist en was rechter in het Hooggerechtshof van de Verenigde Staten.
Souter werd geboren als de zoon van een bankier in Melrose, in de deelstaat Massachusetts. Het grootste deel van zijn jeugd bracht hij door op de familieboerderij in New Hampshire. In 1957 begon hij zijn studie filosofie aan de Harvard Universiteit; vier jaar later vertrok hij met een Rhodesbeurs naar Oxford om jurisprudentie te studeren, voordat hij weer terugkeerde naar Amerika en in 1966 een diploma in de rechten behaalde aan Harvard.
Souter werkte twee jaar als advocaat in New Hampshire, voordat hij in dienst trad bij de staatsoverheid als officier van justitie. In 1983 werd hij benoemd tot rechter van het Hooggerechtshof van New Hampshire, en in 1990 volgden binnen één jaar promoties naar respectievelijk het Hof van Beroep voor het 1e circuit en het Supreme Court, na nominaties van president George H.W. Bush.
Hoewel Souter werd genomineerd door een Republikein, heeft hij tot nu toe vaker voor de liberaal geachte zijde gekozen; een belangrijk voorbeeld hiervan is zijn minderheidsoordeel in de zaak Bush v. Gore, waarin het Hooggerechtshof in 2000 met vijf stemmen voor en vier stemmen tegen bepaalde dat het onmogelijk was om op tijd een nieuwe hertelling te houden. Hij maakte zelfs deel uit van de minderheid van twee rechters, die vond dat de hertellingen van de stemmen in de presidentsverkiezingen in Florida niet gestopt hoefden te worden.
Het feit dat hij abortus een grondwettelijk recht heeft gehouden, is erg teleurstellend geweest voor religieuze conservatieven, die in de zaak Planned Parenthood v. Casey (1992) tot op één stem van het vernietigen van Roe v. Wade waren, de zaak die wetten tegen abortus ongeldig verklaarde. Het Hof telde acht Republikeinse leden en één Democratisch lid. Ironisch genoeg stemde het ene Democratische lid voor het vernietigen van Roe v. Wade, maar vijf Republikeinse leden (inclusief Souter) deden dat niet. Sindsdien is de naam 'Souter' synoniem geworden met een rechter die de progressieve kant uitgaat.
Begin mei 2009 werd bekendgemaakt dat de intussen 69-jarige Souter van plan was om later dat jaar met pensioen te gaan. President Obama maakte op 26 mei 2009 bekend dat hij Sonia Sotomayor voordraagt als opvolgster. Op 29 juni 2009 is Souter met pensioen gegaan.
Souter overleed op 8 mei 2025 op 85-jarige leeftijd.